# Convento de Nossa Senhora da Estrela
O Convento de Nossa Senhora da Estrela localiza-se na vila de Marvão, distrito de Portalegre, Portugal. Também é conhecido por Santa Casa da Misericórdia de Marvão ou Lar da Santa Casa da Misericórdia por nele atualmente ter sede esta irmandade e nele funcionar uma residência para idosos. Está classificado como Imóvel de Interesse Público desde 1982.
O convento foi fundado em 1448, segundo autorização do Papa Nicolau V, no local onde existia uma capela sob a invocação de Nossa Senhora da Estrela De acordo com a lenda local, a imagem de Nossa Senhora foi ocultada por D. Rodrigo, último rei dos visigodos, quando ocorreu a invasão muçulmana da Península Ibérica (711), sendo descoberta apenas quando a vila de Marvão foi libertada do domínio islâmico, à época da Reconquista.